# Caballerocotyla biparasitica
Caballerocotyla biparasitica är en plattmaskart. Caballerocotyla biparasitica ingår i släktet Caballerocotyla och familjen Capsalidae. Inga underarter finns listade i Catalogue of Life.